# Rustburg
Rustburg é uma Região censo-designada localizada no estado norte-americano de Virginia, no Condado de Campbell.

## Demografia
Segundo o censo norte-americano de 2000, a sua população era de 1271 habitantes.

## Geografia
De acordo com o United States Census Bureau tem uma área de
28,1 km², dos quais 28,1 km² cobertos por terra e 0,0 km² cobertos por água. Rustburg localiza-se a aproximadamente 280 m acima do nível do mar.

## Localidades na vizinhança
O diagrama seguinte representa as localidades num raio de 24 km ao redor de Rustburg.